# Јоже Михелчич
Јоже Михелчич (Вавпча Вас, код Чрномља, 20. јануар 1904 — стрелиште Сухи Бајер, код Љубљане, 9. децембар 1941), учесник Народноослободилачке борбе и народни херој Југославије.

## Биографија
Рођен је 1904. године у Вавпчој Васи, код Чрномља. Пре Другог светског рата бавио се земљорадњом. Године 1936. постао је члан Комунистичке партије Југославије. Од 1940. до 1941, због комунистичке активности, био је интерниран у Ивањицу.
Након окупације Југославије 1941, укључио се у припреме за оружани устанак. Јуна 1941, постао је командир Семичке групе Прве белокрањске партизанске чете, а убрзо и њен политички комесар.
Када је прва белокрањска чета кренула према срезовима Кршко и Брежица да би учествовала у спречавању и саботажи присилног исељавања Словенаца од стране немачких нациста, на путу их је код села Горње Лазе у ноћи између 2. и 3. новембра 1941. открила и издала италијанским снагама група кочевских Немаца. Италијани су убрзо ухватили и Јожета.
Јоже Михелчич био је први на подручју окупиране Словеније који је осуђен на смрт стрељањем пред ратним војним судом II италијанске армије у Љубљани. Погубљен је 9. децембра 1941. године на војном стрелишту Сухи Бајер у Љубљани.
Указом Президијума Народне скупштине Федеративне Народне Републике Југославије, 20. јула 1951. године, проглашен је за народног хероја.